# Jérome Catz
Jérôme Catz, né en 1969, est un auteur et commissaire d'exposition indépendant français. Il est aussi le fondateur et le directeur des espaces d'art Spacejunk qu'il dirige actuellement.

## Biographie
Issu du monde des sports de glisse, il a été snowboarder professionnel de 1992 à 2003 en freeride et a effectué l’ensemble de sa carrière sportive en collaboration avec la marque française de sports d’hiver Rossignol. C’est cette dernière qui l’accompagne dès 2003 lors de l’ouverture de son premier espace d’exposition Spacejunk à Grenoble consacré aux artistes de la board culture, de l'art urbain, du lowbrow et du pop surréalisme.
Spécialiste de ces mouvements, Jérome Catz ouvre un second espace en 2005 à Bourg-Saint-Maurice en Savoie. En 2006, il crée l’exposition « Art on Foam », qui tournera dans le monde entier jusqu’en 2008, invitant 22 artistes, parmi lesquels Dave Kinsey (d), Lucy Mclauchlan, Adam Neate (en) ou Andy Howell.
En 2007, un troisième Spacejunk Art Center voit le jour à Bayonne et en 2009 ouvre celui de Lyon. Spacejunk présente désormais des artistes internationaux comme Ray Caesar, Will Barras, Nicola Verlato (en), Jon Fox, Jeff Soto (en), Laurence Vallières, Todd Schorr (en), Reg Mombassa (en), Nicolas Thomas, Goin, ou Nicolas Le Borgne.
Dès les débuts de Spacejunk, le positionnement des espaces est de mettre en relation les artistes et leur public, de faire en sorte que cette rencontre soit possible. Cet axe est aujourd’hui encore plus fort avec les interventions en milieu scolaire, de la petite enfance jusqu’à l’université.
En 2011, Jérome Catz est le commissaire de l’exposition « Les Enfants TERRIBLES », qui réunit 12 des meilleurs artistes internationaux du lowbrow et du pop surréalisme avec Todd Schorr (en), Robert Williams, Ray Caesar, Jeff Soto (en), Nicolas Thomas, Caia Koopman, Victor Castillo, Reg Mombassa (en), Odö, Naoto Hattori, Joe Sorren (en) et Robert Crumb.
En 2013, il écrit le livre Street Art Mode d'Emploi. Le livre est réédité en 2014, en même temps que sort la version anglaise Talk About Street Art distribuée par Thames & Hudson.
En 2015 une version réactualisée du livre Street Art Mode d’Emploi sort sous le titre Street Art le Guide toujours chez Flammarion.
Le 4 octobre 2014, Jérome Catz signe l'exposition « #StreetArt » à l'Espace Fondation EDF à Paris. Sous-titrée « L'innovation au cœur d'un mouvement », elle est destinée à l'utilisation des nouvelles technologies par la discipline, et propose une partie historique richement documentée. Un catalogue numérique est édité pour l'occasion. Parmi les artistes présentés, on retrouve Isaac Cordal, Vhils, C215, Slinkachu, Rézine, Ron English, Zevs, Shepard Fairey, JR, Sweza, Truly Design, BenTo, Patrick Suchet et Antonin Fourneau. En cinq mois, l’exposition accueille 113 228 visiteurs avant d’être présentée du 24 avril au 30 août au Musée EDF Electropolis de Mulhouse.
Cette exposition continuera de tourner comme à Zagreb du 26 septembre au 29 novembre 2015 lors de Rendez-Vous, Festival de la France en Croatie ou dans le cadre du festival Art Rock du 10 au 28 mai 2016 à Saint-Brieuc.
C’est également à cette occasion qu’il monte l’exposition Obey to Music, A Visual Tribute to Music by Shepard Fairey, au Musée de Saint-Brieuc avec plus de 250 sérigraphies originales de l’artiste datant principalement de 1995 à 2012 et présentées ensemble pour la première fois au monde.
En 2015, il lance la première édition du Grenoble Street Art Fest, festival de street art se déroulant durant trois semaines au cœur de Grenoble. Dès la deuxième édition le festival prend son envol sur la scène internationale en accueillant des artistes incontournables comme Ernest Pignon-Ernest, Anthony Lister (en), Augustine Kofie, Isaac Cordal, C215, Goin, Will Barras, Max Zorn, Animalitoland, Never Crew, Monkey Bird, Veks Van Hillick, Beast et beaucoup d’autres.
En 2017 la troisième édition du Grenoble Street Art Fest accueille des artistes internationaux comme les américains How & Nosm, le chinois DALeast, les français Seth, Veks Van Hillick, Monkey Bird, Snek, Goin et beaucoup d'autres, les canadien ZekOne et Ankhone du collectif A'Shop  aussi la première édition du Street Art MOVIE Fest, qui présente les œuvres cinématographiques et vidéos consacrées à la discipline des arts urbains. 
Cette même année, il signe la rétrospective sur le travail de l'artiste Shepard Fairey pour le département de l'Hérault Obey, l'Art Propagande de Shepard Fairey dans le bâtiment Pierresvives conçu par Zaha Hadid. Cette première rétrospective en Europe présente plus de 250 œuvres dont la plupart datent de 1996 à 2008.
En 2018, la quatrième édition du Grenoble Street Art Fest accueille les artistes Sainer, Sebas Velasco, Pantonio, Mademoiselle Maurice, Isaac Cordal, Veks Van Hillik, Maye & Momies, Goin, Suiko, Animalitoland, Cuore, Lapiz, Piet Rodriguez, Snek, Serty31, Etien', Nesta & Short79, Sony, Sampsa et beaucoup d'autres parmi la scène street art locale
En 2019, le festival d'art urbain grenoblois change de nom en Street Art Fest Grenoble Alpes pour sa 5e édition car, selon Jérome Catz, « vu l’emprise métropolitaine du festival, il me semblait important de modifier son nom pour ne pas le cantonner à Grenoble intramuros » car d'année en année quelques villes de l'agglomération (Fontaine, Pont-de-Claix et Saint-Martin-d'Hères) ont rejoint la ville de Grenoble pour accueillir des fresques et manifestations. Cette 5ème édition accueille l'artiste phare Shepard Fairey (USA), ainsi que les artistes suivants : Bezt (Pl), Augustine Fofie (USA), Robert Proch (Pl), 1010 (Ger), Dulk1 (Es), Li-Hill (Can), WD (Bali), PichiAvo (Es), Goin, Veks Van Hillik (Fr), Nean (Be), Izzy (Md), Beast (It), LPVDA (CH), Monk (Be), MC Baldassari (Can), Softtwix (Fr), Julieta XLF (Es), Petite Poissone (Fr), Ekis et Boye (Fr), Imer (Fr), Groek (Fr), Nesta & Short 79 (Fr), Srek & Will (Fr), Danay (Fr), Snek (Fr), Tawos (Fr). De nombreuses expositions sont mises en place, dont la plus grosse rétrospective jamais réalisée au monde autour du travail de Shepard Fairey "Obey: 30 years of Resistance".
En 2020, il décide avec son équipe de maintenir la 6e édition du Street Art Fest Grenoble-Alpes malgré la pandémie du covid19 et les incertitudes liées aux autorisations fluctuantes. L’édition sera porté par l’équipe du festival sur une durée de 6 mois, permettant de maintenir une activité culturelle sur la métropole et de faire travailler les artistes suivant : Inti (Chili), Brusk (France), Simon Berger (Suisse), Reskate Art & Kraft (Espagne), Never Crew (Suisse), Yann Chatelin (France/Maroc), L'Enfant Libre (France), Telmo & Miel (Pays-Bas), Philibert (France), Viktoria Veisbrut (Russie), Rosie Woods (UK), Iota (Belgique), Combo (France), Otist (France), Muz Mural Media (France), Snek (France), LPVDA (Suisse), Marco Lallemant (France), Petite Poissone (France), Piet Rodriguez (Belgique), Srek & Will (France), Cobie (France), Votour (France) et M4U (France)
2021 signe la 7e édition du Street Art Fest Grenoble-Alpes ainsi que la seconde édition en temps de covid, mais cette fois-ci les conditions de déplacement des artistes sont anticipées et les artistes qu’il invite sont : Hoxxoh et Augustine Kofie des USA, Iota de Belgique, les français Seth, EZK, Juin, Groek, Etien’, Falco, Ekis & Boye, Otist et Petite Poissone, les Italiens Peeta, Vesod et Alberto Ruce, les Espagnols Taquen, Lula Goce et Manomatic, les Hollandais Leon Keer, Telmo et Miel ainsi que le Portugais Violant, LPVDA de Suisse, le Canadien Li-Hill et l’artiste Chinoise Satr.
Cette même année, il est nommé par le magazine Traits Urbain dans la liste des « 100 qui font la ville ».
L’édition du Street Art Fest Grenoble-Alpes de 2022 accueille les artistes suivants : Guido Van Helten (Australie), Otist (Fr), By Dav' (Fr), Madame (Fr), Koz Dos (Venezuela), Ejsmondt (Pologne), Jack Lack (Allemagne), Belin (Espagne), Wild “WD” Drawing (Indonésie), Neo Musty (Fr), Sunny Jim (Fr), Reskate Studio (Espagne), Pantonio (Portugal), Falco (Fr), Slim Safont (Espagne), Dados (Espagne), Cobie (Fr), Asaz One (Fr), Ink4rt (Fr), Snek (Fr), Marco Lallemant (Fr), Fabio Petani (Italie), The Sheepest (Fr), Veks Van Hillik (Fr), PF Juin (Fr), Beau Stanton (USA), Daniel Mac Lloyd (Luxembourg), Petite Poissone (Fr), Izzy Izvne (Moldavie), Jean-Marc Rochette (Fr), Erre (Colombie), Simon Berger (Suisse), Cuore (Argentine), Case Maclaim (Allemagne), Sweo & Nikita (Fr), Les murs ont des oreilles (Fr). Cette même année, il lance avec son équipe de Lyon le projet La Résidence à Rillieux-la-Pape, projet qui devra accueillir des artistes locaux et internationaux en résidence et investir un appartement complet pour en faire une œuvre. Hetaone (Fr), Monsieur S (Fr), Abys²Fly (Fr), M. Dangelo (Fr) précèdent les artistes Satr (Chine), Raul Zito (Brésil), Jack Lack (Allemagne) et le Collectif Tyxna (Canada).
Jérôme Catz signe également la nouvelle édition du livre Street Art Fest 4 & 5 qui compile l’ensemble des réalisations des années 2018 & 2019 avec Shepard Fairey en couverture.
En 2023, le projet La Résidence à Rillieux-la-Pape accueille les artistes Hetaone & Mr.S pour réaliser un Appartement Mémoire, Veks van Hillik (Fr), Iota (Belgique), Daniel Mac Llyod (Luxembourg), Koz Dos (Venezuela), Taquen (Espagne), Softtwix (Fr), Mots (Pologne/Portugal), Erre (Colombie) et Otist (Fr) qui réalise un hall et l’ascenseur d’une montée de La Résidence. 
La 9ème édition du Street Art Fest Grenoble-Alpes fait la part belle aux artistes Veks Van Hillik (Fr), Deih (Espagne), Braga Last1 (Fr), Manolo Mesa (Espagne), Zane Prater (USA), Vesod (Italie), Mural Studio (Fr), Diego Vallejo Garcia (Espagne), Elisa Capdevila (Espagne), My Stencil (Fr), Stom500 (Fr), Ink4rt (Fr), Stamatis Laskos (Grèce), le duo Mots (Portugal/Pologne), The Atomik Nation (Fr), Wild Drawing (Indonésie), Temponok (Fr), Erre (Colombie), Otist (Fr), Jan is de Man (Pays-Bas), Augustine Kofie (USA), Studio Giftig (Pays-Bas), Mr. June (Pays-Bas), Daniel Mac Lloyd (Luxembourg), Spear (Belgique), Hoxxoh (USA), Asaz One (Fr), Contratak Crew (Fr) ainsi que d’autres artistes de la scène grenobloise qui interviennent régulièrement lors du festival.
En 2024, pour les 10 ans du festival, la photographe Américaine Martha Cooper vient capter le Street Art Fest durant 6 jours en même temps qu’interviennent les artistes suivants : Duo Amazonas (Argentine / Colombie), Otist (Fr), Contratak Crew (Fr), Smug (Australie), Fintan Magee (Australie), Lidia Cao (Espagne), Lonac (Croatie), Jimmy Dvate (Australie), Veks Van Hillik (Fr), Shozy (Russie), Nean (Belgique), The Atomik Nation (Fr), Lina Besedina (Russie/Argentine), Asaz One (Fr), Belin (Espagne), Jace (La Runion), Mots (Pologne / Portugal), Maye (Fr), Neo Musty (Fr), Nicolas Keramidas (Fr), Innerfields (Allemagne), Braga Last1 (Fr), Piet Rodriguez (Belgique), Motte (Fr), SATR (Chine), Stom500 (Fr), Petite Poissone (Fr), Seth (Fr) et Studio Giftig (Pays-Bas).
Il signe également le livre La Résidence qui compile le travail effectué à Rillieux-la-Pape à la suite de la destruction de l’immeuble.

## Expositions et Festival (sélection)
- « Art on Foam »[14]
- « Les Enfants TERRIBLES »[15]
- « Bring me the Street »[16]
- « #StreetArt, L'innovation au cœur d'un Mouvement »[3]
- « Obey to Music, A Visual Tribute to Music by Shepard Fairey[17] »
- « Grenoble Street Art Fest »
- « Obey, L'art Propagande de Shepard Fairey »[18]
- « Obey: 30 years of Resistance »[19],[20],[21]

## Publications
- 2004 : Spacejunk Year Book 1 - éditions Spacejunk
- 2005 : Spacejunk Year Book 2 - éditions Spacejunk
- 2006 : Spacejunk Year Book 3 - éditions Spacejunk
- 2007 : Spacejunk Year Book 4 - éditions Spacejunk
- 2008 : Nicolas Thomas - éditions Spacejunk
- 2008 : Spacejunk Year Book 5 - éditions Spacejunk
- 2009 : Spacejunk Artist Catalogue: Marcel Breuer - Hommage - éditions Spacejunk
- 2009 : Spacejunk Year Book 6 - éditions Spacejunk
- 2010 : Spacejunk Year Book 7 - éditions Spacejunk
- 2011 : Spacejunk Year Book 8 - éditions Spacejunk
- 2012 : Les Enfants Terribles - éditions Spacejunk
- 2013 : Spacejunk Artist Catalogue: Nicolas Le Borgne - éditions Spacejunk
- 2013 : Street Art Mode d'Emploi[2] - éditions Flammarion
- 2014 : GOIN: I spray for you - éditions Critères
- 2014 : Talk About Street Art - éditions Flammarion
- 2014 : #StreetArt[22] - Fondation EDF[23]
- 2015 : Street Art le Guide - éditions Flammarion
- 2018 : Grenoble Street Art Fest 1, 2 & 3 - éditions Spacejunk
- 2019 : The Resistance Time - édition Spacejunk
- 2022 : Grenoble Street Art Fest 4 & 5 – éditions Spacejunk
- 2024 : La Résidence – édition Spacejunk

## Articles
- (fr) Artravel[24]- septembre 2006
- (en) Huck[25] - avril 2009
- (fr) Surfer's journal[26] - février 2010
- (fr) Acteurs de l'économie[27] - juin 2010
- (fr) Libération[28] - septembre 2014
- (fr)Télérama[29] - juin 2016
- (fr) Le Monde[30] - juin 2016
- (fr) France 3[31] - juin 2016
- (fr) Traits Urbain[32] - N°123, novembre 2021